# 曲阜孔庙、孔林和孔府
曲阜孔庙、孔林和孔府合称三孔，位于中国山东省济宁曲阜市，包括祀奉孔子的孔庙、孔子嫡系后裔居住的孔府、孔子及后裔的墓地——孔林。1994年曲阜孔廟、孔府登录世界文化遗产，1997年孔林作为扩展项目登录世界文化遗产。
- 曲阜孔庙棂星门
- 孔府
- 孔林孔子墓